# Altymyrat Annadurdyýew
Altymyrat Annadurdyýew (Asgabate, 13 de abril de 1993), é um futebolista turcomeno que atua como atacante. Atualmente, joga pelo Arkadag.

## Títulos
Arkadag
- AFC Challenge League: 2024–25[3]

### Artilharias
- AFC Challenge League de 2024–25: (5 gols)[2]